# Ligne de tramway 309
La ligne 309 est une ancienne ligne du tramway vicinal de Bruxelles et à l'origine du tramway de Louvain de la Société nationale des chemins de fer vicinaux (SNCV) qui reliait Tervueren à Vossem et à l'origine Louvain à Tervueren.

## Histoire
Ouverture en décembre 1892, longueur 18 km, capital 76.
1940 : service limité à Vossem Station - Tervueren Gare, service entre Vossem et Louvain repris par la ligne V du réseau de Bruxelles.

## Exploitation

### Horaires
Tableaux : 309 (1931).